# Hubbard’s Motor & Engineering Company
Hubbard’s Motor & Engineering Company Ltd. war ein britischer Hersteller von Automobilen.

## Unternehmensgeschichte
Das Unternehmen aus Coventry begann 1904 mit der Produktion von Automobilen. Der Markenname lautete Hubbard. 1905 endete die Produktion.

## Fahrzeuge
Im Angebot stand ein Dreirad. Ein wassergekühlter Einzylindermotor mit 4 PS Leistung trieb das Fahrzeug an.
1905 präsentierte das Unternehmen den 16/20 HP. Dies war ein vierrädriges Fahrzeug. Ein Vierzylindermotor war vorne im Fahrzeug montiert und trieb über eine Kardanwelle die Hinterachse an. Dieses Modell ging nicht in Serienproduktion.